# Commiphora gurreh
Commiphora gurreh är en tvåhjärtbladig växtart som beskrevs av Adolf Engler. Commiphora gurreh ingår i släktet Commiphora och familjen Burseraceae. Inga underarter finns listade i Catalogue of Life.